# El diablo de los números
El diablo de los números, (alemán: = Der Zahlenteufel. Ein Kopfkissenbuch für alle, die Angst vor der Mathematik haben) es un libro de cuentos para niños y jóvenes adultos que explora las matemáticas escrito en 1997 en alemán por Hans Magnus Enzensberger. El libro trata sobre un joven llamado Robert, a quien un astuto “Diablo de los números” llamado Teplotaxl le enseña matemáticas durante doce sueños.
El libro recibió mayoritariamente buenos comentarios por parte de los críticos, quienes aprueban su descripción de las matemáticas y elogian su sencillez. Su uso colorido de términos matemáticos y sus descripciones creativas de los conceptos han hecho que sea un libro sugerido para niños y adultos que temen las matemáticas. El Diablo de los Números fue un éxito de ventas en Europa, siendo traducido a varios idiomas.

## Argumento
Robert es un joven que sufre ansiedad matemática debido a su aburrimiento en el colegio. Él experimenta sueños recurrentes –incluyendo caer por un tobogán sin fin o ser devorado por un pez gigante- pero estos sueños son interrumpidos una noche por una pequeña criatura que se presenta como ‘El Diablo de los Números’. Aunque hay muchos diablos de los números, Robert solo le conoce como tal hasta que menciona su verdadero nombre (Teplotaxl) más adelante en la historia. En el trascurso de doce sueños, el diablo de los números enseña a Robert principios matemáticos. 
En la primera noche, el Diablo aparece con Robert en un mundo gigantesco y le introduce el número uno. La noche siguiente, el diablo emerge en un bosque con árboles formados por “unos” y explica la necesidad del número cero, los números negativos, y le introduce los ‘saltos’, un término ficticio para referirse a la exponenciación. En la tercera noche, el diablo lleva a Robert a una cueva y le revela como los números primos solo se pueden dividir por sí mismos y por uno para no obtener resto. Más tarde, en la cuarta noche, el diablo le enseña a Robert los ‘nabos’, otro término ficticio para representar las raíces cuadradas, en una playa.
Varias noches después Robert no encuentra al diablo en sus sueños; hasta que más adelante, en la quinta noche, Robert se encuentra en un desierto donde el diablo le enseña acerca de los números triangulares a través del uso de cocos. En la sexta noche, el diablo le enseña a Robert sobre la serie de Fibonacci en la naturaleza. El diablo acorta los números, denominándolos números Bonatschi, contando conejos marrones y blancos, ya que estos se reproducen varias veces. Gracias a este sueño, la madre de Robert nota que este está más interesado en las matemáticas y comienza a dormir más temprano para encontrarse con el Diablo. En la séptima noche, Robert cae en una habitación blanca y desnuda, donde el diablo le introduce el triángulo de Pascal y los patrones de las pantallas de la matriz triangular. En la octava noche, Robert es llevado a su clase de la escuela. El diablo de los números reúne a los compañeros de clase de Robert de múltiples maneras, enseñando los números factoriales.
En la novena noche, Robert sueña que está en la cama enfermo cuando el Diablo aparece junto a él. El diablo enseña a Robert acerca de los números naturales, las características inusuales del infinito y las series infinitas. Al comienzo de la décima noche, Robert se encuentra en el Polo Norte, donde el diablo le introduce los números irracionales así como los aspectos de la geometría euclidiana, los vértices (puntos) y los bordes (líneas).
Por la undécima noche, Robert ha mostrado un considerable aumento de su interés por las matemáticas, pero cuestiona su validez, a la que el Diablo de los Números le introduce el concepto de las pruebas matemáticas, que termina con el diablo mostrando a Robert una complicada prueba de aritmética básica. En la duodécima noche, Robert y el diablo reciben una invitación (en la que se da el nombre de Teplotaxl al Diablo) para visitar el infierno/cielo de los números ya que las reuniones del Diablo de los números con Robert han concluido. En el cielo de los números, Robert aprende los números imaginarios, así como la botella de Klein. Caminando por el cielo de los números, Teplotaxl introduce a Robert a varios matemáticos famosos como Fibonacci, Bertrand Russell o Gauss. El libro termina con Robert en su clase usando sus conocimientos matemáticos recientemente descubiertos. Este libro es recomendable para cualquier público ya que enseña, información de gran valor para cada una de las edades.

## Recepción
El diablo de los números recibió mayoritariamente buenas opiniones por parte de la crítica. El profesor de matemáticas John Allen Paulos de la Universidad de Temple, escribió un artículo para el New York Review of Books alabando el libro diciendo: “Es un encantador cuento de hadas matemático para los niños”. Del mismo modo, el escritor matemático Martin Gardner -del periódico Los Ángeles Times- aplaudió a Hans Magnus Enzensberger por su introducción de las matemáticas “de una forma tan entretenida” en una reseña para The Baltimore Sun. Michael Pakenham aprobó la simplicidad del libro diciendo que la escritura «no es incompresible; ni por un minuto».
Sin embargo, no todas las críticas fueron positivas. La Sociedad Estadounidense de Matemática revisó el libro desde una perspectiva matemática. Aunque alabaron su “fantasía atractiva e imaginativa” encontraron varios problemas. Esta sociedad estaba preocupada con la caracterización negativa por parte del Diablo de los Números a los profesores de matemáticas, su presentación de éstas como un mágico lugar de los hechos y otras cuestiones varias. También se criticó su uso en la enseñanza matemática, donde Ted Dewan, que escribe para el Times Educational Supplement, afirmó: «Sospecho que este es el tipo de libro que los adultos dan bienintencionadamente a los niños porque será bueno para ellos».